# Деккушев, Адам Османович
Адам Османович Деккушев (р. 3 февраля 1962, Карачаевск) — северокавказский боевик. В 2004 году приговорён Московским городским судом к пожизненному лишению свободы как один из организаторов серии террористических актов — взрывов многоквартирных жилых домов в Москве и Волгодонске в сентябре 1999 года.

## Биография
Получил среднее образование.
В начале 1997 года Деккушев приехал в Чечню, где вступил в вооружённое формирование Исламский институт «Кавказ». В учебных лагерях института «Кавказ», располагавшихся у селения Сержень-Юрт, Деккушев в течение 1997 года под руководством инструкторов прошёл обучение владению стрелковым оружием и ведению боевых действий, занимался физической подготовкой.
В июле-сентябре 1999 года принял активное участие в подготовке и осуществлении взрывов жилых домов в Москве и Волгодонске.
13 сентября 1999 года житель Волгодонска Аббаскули Искендеров, не осведомлённый о планах группы террористов, подрывавших дома, на стоянке грузового автотранспорта в Волгодонске познакомился с Деккушевым и его сообщниками Юсуфом Крымшамхаловым и Тимуром Батчаевым, прибывшими в город на грузовике «КамАЗ-5320», загружённом якобы картофелем для продажи. Кавказцы купили автомобиль Искендерова «ГАЗ-53», заявив, что он им нужен для развозки по рынкам Волгодонска картофеля, которого они якобы привезли более 10 тонн. В этот же день кавказцы вручили Искендерову 300 долларов США и 2200 рублей обговорённой суммы, а тот передал им «ГАЗ-53». Оформить сделку купли-продажи автомобиля договорились 16 сентября. В этот же день «ГАЗ-53» был помещён ими на территорию автоколонны № 2070, где в будку «ГАЗ-53» была перегружена взрывчатка и установлено взрывное устройство, замаскированное картофелем россыпью.
15 сентября предварительно предупредив Искендерова по телефону, Деккушев заехал за ним на «Москвиче» домой и привёз в автоколонну. Якобы с целью экономии времени, Деккушев уговорил Искендерова на ночь поставить «ГАЗ-53» у его дома по Октябрьскому шоссе, с тем, чтобы около 7 часов утра 16 сентября перевезти картофель на рынок, а затем после его реализации оформить документы купли-продажи автомобиля. Заплатив в качестве вознаграждения Искендерову 70 рублей, Деккушев сопроводил его на «Москвиче» до места и, убедившись, что тот поставил автомашину «ГАЗ-53» напротив подъезда, попросил за ней присматривать, после чего уехал. С вечера до двух часов ночи жена Искендерова присматривала за стоящей у дома автомашиной, а после двух часов ночи 16 сентября, машину сторожил сам Искендеров, находясь в кабине. После пяти часов ему стало холодно, и он вернулся в квартиру. В 05 часов 57 минут 16 сентября произошёл взрыв бомбы, находившейся в «ГАЗ-53». Жертвами этого теракта стали 19 человек.
19 сентября 1999 года Деккушев был объявлен в розыск. Скрываясь от правоохранительных органов, в начале 2001 года он сбежал в Грузию.
Арестован грузинскими властями в 2002 году и экстрадирован в Россию. 12 января 2004 года Московский городской суд приговорил Деккушева к пожизненному лишению свободы. Был этапирован в исправительную колонию особого режима «Белый лебедь» в городе Соликамск.

## Семья
Разведён, есть трое детей.